# Bahía de Trinity
La bahía de Trinity (del inglés: Trinity Bay) es una gran bahía localizada en la costa noreste de la isla de Terranova, en la provincia canadiense de Terranova y Labrador.
Las principales poblaciones permanentes en la bahía son Trinity (191 hab.), Heart's Content y Winterton (518 hab.).

## Industria
La bahía de Trinity es famosa por ser la ubicación de un architeuthis, espécimen de calamar gigante encontrado allí en 24 de septiembre de 1877.
En abril de 2003, aparecieron miles de muertos de bacalao común (Gadus morhua), arrastrados hasta las costas del Smith Sound en un solo fin de semana, lo que llevó la investigación científica sobre la causa.